# Mais aussi autre chose
Mais aussi autre chose est une pièce de théâtre de Christine Angot créée en 1999 au Théâtre Ouvert et radiodiffusée sur France Culture la même année. 
La pièce est une adaptation libre des romans Les Autres, Sujet Angot et L'Inceste.

## Distribution à la création
- Texte : Christine Angot
- Mise en scène : Alain Françon
- Interprétation :
  - Jean-Quentin Chatelain
  - Rodolphe Congé
  - Evelyne Istria
  - Alain Libolt
  - Dominique Valadié
  - Claire Wauthion